# Allocasuarina helmsii
Allocasuarina helmsii är en tvåhjärtbladig växtart som först beskrevs av Alfred James Ewart och M. Gordon, och fick sitt nu gällande namn av Lawrence Alexander Sidney Johnson. Allocasuarina helmsii ingår i släktet Allocasuarina och familjen Casuarinaceae. Inga underarter finns listade i Catalogue of Life.